# یوزف هوشباور
یوزف هوشباور (چکی: Josef Hušbauer؛ زادهٔ ۱۶ مارس ۱۹۹۰) بازیکن فوتبال اهل جمهوری چک است.
از باشگاه‌هایی که در آن بازی کرده‌است می‌توان به باشگاه فوتبال ویکتوریا ژیژکوف، باشگاه فوتبال کالیاری، باشگاه فوتبال اسلاویا پراگ، باشگاه فوتبال اسپارتا پراگ، و باشگاه فوتبال بانیک استراوا اشاره کرد.
وی همچنین در تیم‌های ملی فوتبال زیر ۲۱ سال جمهوری چک و جمهوری چک بازی کرده‌است.